# Finale della Coppa delle nazioni africane 2008
La finale della Coppa delle nazioni africane 2008 si disputò il 10 febbraio 2008 all'Ohene Djan Stadium della città ghanese di Accra, tra le nazionali di Camerun ed Egitto. La partita fu vinta dall'Egitto per 0-1 ottenendo il suo sesto trofeo nella massima competizione tra nazionali maschili africane. Grazie a questo risultato, l'Egitto ha ottenuto anche il pass per la partecipazione alla Confederations Cup dell'anno dopo.

## Le squadre
| Squadra | Finali (o spareggi) disputate in precedenza (il grassetto indica la vittoria) |
| ------- | ----------------------------------------------------------------------------- |
| Camerun | 5 (1984, 1986, 1988, 2000, 2002)                                              |
| Egitto  | 6 (1957, 1959, 1962 ,1986, 1998, 2006)                                        |

## Cammino verso la finale

### Tabella riassuntiva del percorso
| Squadra | Pt | G |
| ------- | -- | - |
| Egitto  | 7  | 3 |
| Camerun | 6  | 3 |
| Zambia  | 4  | 3 |
| Sudan   | 0  | 3 |

| Squadra | Pt | G |
| ------- | -- | - |
| Egitto  | 7  | 3 |
| Camerun | 6  | 3 |
| Zambia  | 4  | 3 |
| Sudan   | 0  | 3 |

## Tabellino
| Arbitro: | Codjia |

|  |           |                |
|  | Marcatori | 77’ Aboutreika |

| Camerun | Egitto |

| Camerun       |    |                       |     |     |
|               |    |                       |     |     |
| P             | 1  | Carlos Kameni         |     |     |
| D             | 3  | Bill Tchato           |     |     |
| D             | 8  | Geremi Njitap         |     |     |
| D             | 4  | Rigobert Song         |     |     |
| D             | 5  | Timothée Atouba       | 62’ |     |
| C             | 10 | Achille Emana         |     | 56’ |
| C             | 15 | Alexandre Song        |     | 16’ |
| C             | 19 | Stéphane Mbia         |     |     |
| C             | 14 | Joël Epalle           |     | 65’ |
| A             | 12 | Alain Nkong           |     |     |
| A             | 9  | Samuel Eto'o          |     |     |
| Sostituzioni: |    |                       |     |     |
| D             | 2  | Gilles Augustin Binya |     | 16’ |
| A             | 17 | Mohamadou Idrissou    | 88’ | 56’ |
| C             | 7  | Modeste Mbami         |     | 65’ |
| CT:           |    |                       |     |     |
| Otto Pfister  |    |                       |     |     |

| Egitto         |    |                    |     |     |
|                |    |                    |     |     |
| P              | 1  | Essam El-Hadary    |     |     |
| D              | 5  | Shady Mohamed      |     |     |
| D              | 6  | Hany Said          |     |     |
| D              | 20 | Wael Gomaa         |     |     |
| D              | 14 | Sayed Moawad       |     |     |
| C              | 8  | Hosny Abd Rabo     |     |     |
| C              | 7  | Ahmed Fathy        |     |     |
| C              | 17 | Ahmed Hassan       | 87’ |     |
| C              | 22 | Mohamed Aboutreika |     | 89’ |
| A              | 10 | Emad Motaeb        |     | 60’ |
| A              | 19 | Amr Zaky           |     | 84’ |
| Sostituzioni:  |    |                    |     |     |
| A              | 9  | Mohamed Zidan      |     | 60’ |
| C              | 11 | Mohamed Shawky     |     | 84’ |
| D              | 4  | Ibrahim Said       |     | 89’ |
| CT:            |    |                    |     |     |
| Hassan Shehata |    |                    |     |     |

## Conseguenze
In merito alla vittoria finale della Coppa d'Africa, l'Egitto si è qualificato per la partecipazione alla Confederations Cup dell'anno successivo in qualità di rappresentante della CAF. Lì, nella fase a gironi, riportò solo tre punti con la vittoria contro l'Italia, e insieme a essa finì a pari punti con gli Stati Uniti; passarono il turno questi ultimi a causa della vittoria nello scontro diretto (3-0) dopo una parità anche in differenza reti (-2) e gol segnati (4).